# Así en el barrio como en el cielo
Así en el barrio como en el cielo é uma telenovela mexicana produzida e exibida pela Azteca 13 e exibida entre 16 de fevereiro a 31 de julho de 2015
Foi protagonizada por Marcela Guirado, Luciano Zacharski, José Alonso e Patricia Bernal e antagonizada por Bárbara de Regil, Elizabeth Cervantes, Fran Meric e Rodolfo Valdés.

## Sinopse
Por insondáveis caprichos do destino, uma família imensamente rica torna-se moderadamente pobre, e uma família moderadamente pobre fica estupidamente rica.  A família López López tem uma loja de frango e ovos na colônia, e a família Ferrara, dono de um emporio de moda, o que lhes permite viver confortavelmente com o Jet set internacional. 
A história começa com o casamento da humilde María López López e o atraente príncipe urbano Octavio Ferrara. Enquanto os queridos ouvem o fervor do casamento, uma mulher bonita e aparentemente perturbada impede o casamento. E toda essa fofoca, vem à mente para saber quem são as duas famílias que se juntarão - e irão trocar - seus destinos nesse casamento. 
Todos se conhecem no "pedido de mão" dos jovens. Expedito, o avô de Maria vê Francesca, a avó de Octavio e a matriarca do clã, e ele não pode acreditar, já que ela era a mulher que após três dias de paixão desenfreada durante o festival Avándaro de 1971 o abandonou de maneira mais humilhante. Ambos os personagens foram vítimas da profecia que "a vida é um jogo de Serpentes e Escadas. Enquanto alguns estão abaixo e outros acima, seu destino será destruir uns aos outros. E esta profecia se tornará realidade quando o emporium Ferrara colapsar ao mesmo tempo em que o filho mais velho de Expedito morre tragicamente e herda uma fortuna milionária. A partir deste momento, os lugares das famílias são invertidos e a cascata de paixões, queridos amores, ódio, rancores, milagres e prodígios que acontecerão na vida de nossos personagens. O amor de María e Octavio sobreviverá aos ensaios temíveis que seguirão? Nossos personagens podem ser os mesmos novamente, depois de experimentar os dois extremos da existência? 

## Elenco
- Marcela Guirado como María López López
- Luciano Zacharski como Octavio Ferrara
- José Alonso como Expedito López López
- Patricia Bernal como Franccesca Ferrara
- Juan Manuel Bernal como Jesús "El Gallo" López López
- Verónica Merchant como Aurora Ferrara
- Fernando Luján como Marcelo Ferrara
- Mariana Torres como Jacinta "Jacky" López
- Fran Meric como Casandra Legarreta
- Bárbara de Regil como Lucía Fernanda "Lucifer" Mercado
- Edwin Rojas como Daniel Ferrara
- Roberta Burns como Bernarda "Bernie" López
- Carmen Delgado como La Pechu Mejçia
- Alejandro Cuetara como Héctor Ferrara
- Armando Torrea como Flavio Ferrara
- Gerardo Lama como Patricio "Pato"Ferrara
- Itari Marta como Verónica Ferrara
- Héctor Kotsifakis como Demóstenes
- Ximena Ramos como Paola "Pollola" Lopez
- Alenka Rios como Heydi "La Hey yu" Castro
- Alma Rosa Añorve como Joaquína
- Luis Carlos Muñoz como Kevin Mejía
- Pablo Portillo como Donky
- Rodolfo Valdés como Claudio
- Hugo Albores como Enchilado
- Abel Fernando como Bulldog
- Alessandra Pozo como Yolanda "Yoli"
- Greg Kaufmann como Alfin
- Mariana Castillo como Franccesca Ferrara (jovem)

## Exibição
| País                 | Emissora       | Data de estréia         | Data de final       | Título                            |
| -------------------- | -------------- | ----------------------- | ------------------- | --------------------------------- |
| México               | Azteca 13      | 16 de fevereiro de 2015 | 31 de julho de 2015 | Así en el barrio como en el cielo |
| Estados Unidos       | Azteca América | 24 de fevereiro de 2015 | presente            | Así en el barrio como en el cielo |
| República Dominicana | Antena Latina  | 2015                    |                     | Así en el barrio como en el cielo |